# Kontejnerski brod
Kontejnerski brod (hrv. također Brod za prijevoz spremnika) je vrsta teretnog broda koji sav svoj teret prevozi u kontejnerima u skopu tehnike nazvane kontejnerizacija, što je uobičajeno sredstvo intermodalnog prijevoza tereta. Na engleskom neformalno poznati i kao box boats (brodovi za kutije), kontejnerski brodovi prevoze većinu svjetskog suhog tereta, tj. tvorničkih proizvoda, dok se rasuti tereti, kao željezna ruda, ugljen ili pšenica, prevoze brodovima za rasuti teret, a tekući kao nafta i kemikalije tankerima. Po vrsti ukrcaja dijele se na kontejnerski brod s vertikalnim vodilicama, i kontejnerski brod za vodoravno ukrcavanje, dok se prema namjeni djele na velike oceanske, i manje feedere koji opskrbljuju veće brodove u središnjim kontejnerskim lukama.

## Povijest
Razvoj kontejnerskih brodova prati i razvoj kontejnerizacije. Premda se počeci kontejnerizacije prate do 1780., ili čak ranije, globalna standardizacija kontejnera i opreme za rukovanje kontejnerima jedno je od bitnih logističkih inovacija 20. stoljeća. U razvoju i standardizaciji kontejnerizacije bitnu ulogu imale su i vojne opskrbe u doba drugog svjetskog, korejskog i kasnije vijetnamskog rata (sustav CONEX), kada je primjena kontejnerskog transporta znatno smanjila vrijeme isporuke tereta. Najraniji kontejnerski brodovi bili su pregrađeni tankeri nakon drugog svjetskog rata. 1951. prvi namjenski izgrađen kontejnerski brod započeo je službu u Danskoj, dok su iste godine u SAD-u brodovi započeli prijevoz kontejnera između Seattlea i Aljaske.
Prvi stvarni intermodalni kontejnerski sistem koristio je namjenski kontejnerski brod Clifford J. Rodgers, izgrađen 1955. u Montrealu, u vlasništvu White Pass and Yukon Route. Na svom prvom putovanju 26. studenoga 1955., prevozio je 600 kontejnera između North Vancouvera u Kanadi i Skagwaya na Aljaski. U Skagwayu, kontejneri su prekrcavani na namjenske željezničke vagone radi prevoza u Yukon, u prvom intermodalnom servisu s korištenjem kamiona, brodova i željeznice. U suprotnom smjeru, kontejneri su ispunjanavani teretom u Yukonu, te su istim putem, cestovnim vozilima, vlakom i brodom dopremani natrag u Seattle. Taj prvi intermodalni sustav potrajao je mnogo godina.
26. travnja 1956., kamionski poduzetnik Malcom McLean ukrcao je 58 kontejnera na pregrađeni bivši tanker za plovidbu od Newarka do Houstona. Novitet u McLeanovom konceptu bila je zamisao upotrebe velikih kontejnera koji se nikada ne otvaraju za vrijeme tranzita između pošiljaoca i primaoca, prenosivih na intermodalnoj bazi između kamiona, vlakova i brodova. McLean je isprva preferirao izgradnju "brodova za prikolice", za prijevoz prikolica tegljača, ali ta metoda tovarenja, poznata kao RO-RO (roll-on/roll-off) nije prihvaćena radi velikog gubitka potencijalnog prostora za teret (broken stowage - "loše slaganje"). Umjesto toga, modificirao je originalni dizajn u brod za ukrcaj isključivo kontejnera, bez prikolica. Kompanija Sea-Land Service, isprva poduzeće za kamionski prijevoz, 1956. je uspostavilo prvu kontejnersku liniju između istočne obale SAD-a i Portorika.
Početkom 1960.-ih, radi jasnih prednosti u odnosu na klasične brodove za generalni teret, javlja se zamisao o isključivo kontejnerskim brodovima. Prvi od njih, Fairland, 1966. doplovio je iz New Jerseya u Bremen s teretom isključivo u kontejnerima, te je Sea-land u službu uskoro uveo još tri kontejnerska broda na linijama za Bremen, Rotterdam i Grangemouth. Uskoro su i druge američke (CML, U.S. Lines, American Export Isbrandtsen Lines i Moore McCormick Lines) i zapadnoeuropske kompanije uspostavile kontejnerske linije, te je slijedio nagli razvoj pomorskog kontejnerskog prometa, dijelom uvjetovan i standardizacijom dimenzija kontejnera krajem 1960-ih, koji je do 1969. dosegao 40% ukupnog linijskog tereta preko sjevernog Atlantika.1968., uvedeni su u promet na linijama preko sjevernog Atlantika u velikom broju isključivo kontejnerski brodovi od 22 000 dwt, s kapacitetom od 1200 standardnih kontejnera i s brzinom od 20 čvorova.
Potkraj 1969. počinju se povlačiti iz prometa kontejnerski brodovi prve generacije, a na njihovo mjesto dolaze brodovi druge generacije. Već u polovici 1972., i ti se brodovi zamjenjuju s još većim i bržim brodovima treće generacije. Prvi brod treće generacije, iz 1972., bio je Tokyo Bay od 57 000 dwt, koji je britanska kontejnerska kompanija Overseas Container Ltd. (OCL) izgradila za liniju Velika Britanija - Daleki istok. Kasnije su izgradena još četiri broda iste serije. Brodovi klase Bay s dvije turbine ukupno od 40 000 ks, i s brzinom od 26 čvorova, mogli su ukrcati 2200 TEU. Također, zapadnonjemački Hapag-Lloyd stavio je u svoju istočnoazijsku liniju četiri broda treće generacije tipa Express po 58 000 dwt, koji su mogli ukrcati 3000 kontejnera i ploviti brzinom od 29 čvorova. Trend povećanja brzine dosegao je vrhunac prije svjetske energetske i ekonomske krize 1970-ih, kada je 1972. Sea-Land uveo u promet ekspresni kontejnerski brod Sea-Land McLean na liniji između New Yorka i zapadnoeuropskih luka, a do kraja novembra 1973. uveo je u promet na toj ruti ukupno 8 brodova iste klase. To su bili brodovi s dvije turbine po 60 000 ks, i brzinom od 31 do 33 čvorova. Sea-Land McLean postavio je na toj pruzi rekord ploveći prosječnom brzinom od 33 do 35 čvorova, što je ne samo najveća brzina postignuta u kontejnerskom prometu preko sjevernog Atlantika, nego uopće u svjetskoj trgovačkoj mornarici.
U najnovije doba, posebno od kraja 1990-ih, izgrađuju se sve veći kontejnerski brodovi, te je od 240 najvećih, samo 9 izgrađeno prije 2000. godine. Dužina kontejnerskih brodova premašila je dužinu najvećih tankera u službi, te se planiraju i još veće jedinice. Trenutno najveći kontejnerski brod, Emma Mærsk, ima kapacitet 15 200 TEU kontejnera. 2008., južnokorejska brodograđevna industrija STX, najavila je planove o izgradnji kontejnerskog broda kapaciteta 22 000 TEU, dužine 450 i širine 60 metara, koji ako bude izgrađen, postat će najvećim plovnim objektom na svijetu.

## Vrste
Postepeno se razvilo nekoliko tipova brodova za prijevoz kontejnera, od kojih su najznačajniji: Potpuni kontejnerski brodovi (full container ships) s ćelijama za smještaj kontejnera u unutrašnjosti broda (cellular type) i u više redova na palubi. Djelomični ili polukontejnerski brodovi (partial container ships ili semi-container ships) koji se upotrebljavaju djelomično za prijevoz kontejnera i djelomično za klasični generalni teret.
RO-RO brodovi s vodoravnim ukrcajem kontejnera s kamionske prikolice ili željezničkog vagona na brod ili s broda na prikolicu odnosno vagon. Obalni kontejnerski brodovi (feeder service), manji brodovi s ravnom palubom uređenom za smještaj kontejnera, koji dovoze kontejnere iz manjih luka u glavnu kontejnersku luku radi ukrcavanja na prekomorski brod ili ih iz te luke razvoze u druge, manje luke. Sistemi LASH, s podvrstama Seabee i BACAT, koji u svojim teglenicama prevoze i kontejnere. Konvertibilni kontejnerski brodovi (convertible container ships), u kojima se dio broda ili čitav brod može upotrijebiti za smještaj bilo kontejneriziranog ili konvencionalnog tereta, s uredajima koji omogućuju preuređenje broda od putovanja do putovanja.

## Konstrukcija
Osnovna karakteristika po kojoj se kontejnerski brodovi razlikuju od brodova za generalni teret, skladišta su s posebnim ćelijama za svaki kontejner i automatskim slaganjem. Kontejnerski brod je, isto kao i sam kontejner, vrlo jednostavne strukture. Nema međupalublja, nema posebnih otvora na palubi ni dizalica, osim u izuzetnim slučajevima, a nema ni druge opreme za prekrcaj jer se uređaji za ukrcavanje i iskrcavanje nalaze na lučkim obalama. Najvažniji tehnički problem kod kontejnerskih brodova strukturalne je prirode. Konvencionalni brodovi imaju prostranu i jaku palubu koja pridonosi čvrstoći broda, dok je kod kontejnerskih brodova ćelijskog tipa palubna površina ograničena samo na uske dijelove između ćelijskih skladišta i bokova broda, tako da ćelijska struktrura služi ujedno i za osiguranje stabiliteta broda. Kontejnerski brodovi dizajnirani sa svrhom što veće optimizacije tereta. Kapacitet se mjeri u kapacitetom ukrcaja TEU (Twenty-foot equivalent unit), standardnog kontejnera 6,1 × 2,4 × 2,6 metara, premda je većina kontejnera danas u upotrebi dugačka 12 metara. Za razliku od većih brodova, manji, s kapacitetom do 2900 TEU, često su opremljeni vlastitim dizalicama. Ovisno o veličini broda, broj posade varira od 20 do 40 ljudi. 

## Pogon
Većina kontejnerskih brodova opremljena je dizel motorima. U ranijim fazama naglog razvoja kontejnerizacije, posebno krajem 1960-ih, posebno brze jedinice, kao brodovi klase Sea-Land McLean bili su opremljeni parnim turbinama što im je omogućavalo čak 33 čvora brzine, ali nakon energetske krize 1970-ih izgradnja i eksploatacija takvih brodova je napuštena radi velikih troškova korištenja. U današnje doba najbrži kontejnerski brod je Hanjin Bremerhaven s 27 čvorova, dok u većini ostalih slučajeva brzina varira između 24 i 26 čvorova. U brodovima klase Emma Mærsk ugrađen je Wärtsilä-Sulzer 14RTFLEX96-C, trenutno najveći dizelski motor na svijetu, težak 2300 tona s 109 000 konjskih snaga (82 MW).

## Brodogradilišta
Veći kontejnerski brodovi (kapaciteta preko 7000 TEU) izgrađeni su u sljedećim brodogradilištima: 
- Odense Steel Shipyard,[17] Danska
- Hyundai Heavy Industries, Južna Koreja
- Samsung Heavy Industries, Južna Koreja
- Daewoo Shipbuilding & Marine Engineering Co., Ltd, Južna Koreja
- Ishikawajima-Harima Heavy Industries (IHI), Japan
- Mitsubishi Heavy Industries, Japan
- Hudong-Zhonghua Shipbuilding, Kina

## Rizik
Neprekidan tranzit kontejnera (u svako doba, između 5 i 6 milijuna jedinica) povlači za sobom određeni obim rizika. Neki od tih rizika povezani su s ukrcajem i iskrcajem kontejnera, što između ostalog utječe na stabilitet broda. Bilo je slučajeva nestručnih utovarivanja kontejnera i sukladnih prevrtanja, što se nastoji izbjeći upotrebom kompjutorskih ukrcajnih sustava (MACS3). Procijenjeno je da kontejnerski brodovi svake godine izgube preko 10 000 kontejnera za vrijeme plovidbe, u većini slučajeva za vrijeme nevremena ili uzburkanog mora, što stvara ekološku prijetnju.

## Najveći kontejnerski brodovi
| Izgrađen | Ime              | Broj jedinica | Dužina o.a. | Širina  | Kapacitet TEU | BRT     | Vlasništvo                          | Zastava   |
| -------- | ---------------- | ------------- | ----------- | ------- | ------------- | ------- | ----------------------------------- | --------- |
| 2006.    | Emma Maersk      | 7             | 397,7 m     | 56,4 m  | 15 200        | 151 687 | Maersk Line                         | Danska    |
| 2009.    | MSC Danit        | 6             | 365,50 m    | 51,20 m | 14 000        | 153 092 | Mediterranean Shipping Company S.A. | Panama    |
| 2009.    | MSC Beatrice     | 6             | 366 m       | 51 m    | 14 000        | 151 559 | Mediterranean Shipping Company S.A. | Panama    |
| 2008.    | CMA CGM Thalassa | 1             | 346,5 m     | 45,6 m  | 10 960        | 128 600 | CMA CGM                             | Cipar     |
| 2005.    | Gudrun Mærsk     | 5             | 367,3 m     | 42,8 m  | 10 150        | 97 933  | Maersk Line                         | Danska    |
| 2002.    | Clementine Mærsk | 6             | 348,7       | 42,6 m  | 6600          | 96 000  | Maersk Line                         | Danska    |
| 2006.    | COSCO Guangzhou  | 4             | 350 m       | 42,8 m  | 9450          | 99 833  | COSCO                               | Grčka     |
| 2006.    | CMA CGM Medea    | 3             | 350 m       | 42,8 m  | 9415          | 99 500  | CMA CGM                             | Francuska |
| 2003.    | Axel Mærsk       | 5             | 352,6 m     | 42,8 m  | 9310          | 93 496  | Maersk Line                         | Danska    |
| 2006.    | NYK Vega         | 2             | 338,2 m     | 45,6 m  | 9200          | 97 825  | Nippon Yusen Kaisha                 | Panama    |
| 2005.    | MSC Pamela       | 5             | 336,7 m     | 45,6 m  | 9178          | 90 500  | Mediterranean Shipping Company S.A. | Liberija  |
| 2006.    | MSC Madeleine    | 1             | 348,5 m     | 42,8 m  | 9100          | 107 551 | Mediterranean Shipping Company S.A. | Liberija  |
| 2006.    | Hannover Bridge  | 2             | 336 m       | 45,8 m  | 9040          | 89 000  | K Line                              | Japan     |

## Najprometnije luke
TEU (Twenty-foot equivalent unit) je kontejner od 20 stopa dužine (6,1 m), te kontejner od 40 stopa (12,192 m) iznosi 2 TEU.
| Poredak | Luka        | Država                     | TEU (u 1000) | +/- od 2004. | % promjene od 2004. |
| ------- | ----------- | -------------------------- | ------------ | ------------ | ------------------- |
| 1       | Singapur    | Singapur                   | 23 192       | 1863         | 8,73                |
| 2       | Hong Kong   | NR Kina                    | 22 427       | 443          | 2,02                |
| 3       | Shanghai    | NR Kina                    | 18 084       | 3527         | 24,23               |
| 4       | Shenzhen    | NR Kina                    | 16 197       | 2582         | 18,96               |
| 5       | Busan       | Južna Koreja               | 11 843       | 413          | 3,61                |
| 6       | Kaohsiung   | Republika Kina             | 9471         | 0            | 0,00                |
| 7       | Rotterdam   | Nizozemska                 | 9287         | 1006         | 12,15               |
| 8       | Hamburg     | Njemačka                   | 8088         | 1085         | 15,49               |
| 9       | Dubai       | Ujedinjeni Arapski Emirati | 7619         | 1190         | 18,51               |
| 10      | Los Angeles | SAD                        | 7485         | 164          | 2,24                |

## Vanjske poveznice
- ship-photos.de
- containership-info.com
- eurans.com.ua
- containershipregister.nl   Arhivirana inačica izvorne stranice od 19. kolovoza 2010. (Wayback Machine)
- dockwork.be  Arhivirana inačica izvorne stranice od 21. lipnja 2019. (Wayback Machine)